# 대한 (절기)
| 24절기 - 입춘 - 우수 - 경칩 - 춘분 - 청명 - 곡우 - 입하 - 소만 - 망종 - 하지 - 소서 - 대서 - 입추 - 처서 - 백로 - 추분 - 한로 - 상강 - 입동 - 소설 - 대설 - 동지 - 소한 - 대한 ← ↓ → ↑ | 24절기 - 입춘 - 우수 - 경칩 - 춘분 - 청명 - 곡우 - 입하 - 소만 - 망종 - 하지 - 소서 - 대서 - 입추 - 처서 - 백로 - 추분 - 한로 - 상강 - 입동 - 소설 - 대설 - 동지 - 소한 - 대한 ← ↓ → ↑ | 24절기 - 입춘 - 우수 - 경칩 - 춘분 - 청명 - 곡우 - 입하 - 소만 - 망종 - 하지 - 소서 - 대서 - 입추 - 처서 - 백로 - 추분 - 한로 - 상강 - 입동 - 소설 - 대설 - 동지 - 소한 - 대한 ← ↓ → ↑ |
| 황경 | 절기 | 양력 |
| --- | --- | --- |
| 봄 | | |
| 315° | 입춘 | 2/3~5 |
| 330° | 우수 | 2/18~19 |
| 345° | 경칩 | 3/5~6 |
| 0° | 춘분 | 3/20~21 |
| 15° | 청명 | 4/4~5 |
| 30° | 곡우 | 4/20~21 |
| 여름 | | |
| 45° | 입하 | 5/5~6 |
| 60° | 소만 | 5/21~22 |
| 75° | 망종 | 6/5~6 |
| 90° | 하지 | 6/21~22 |
| 105° | 소서 | 7/7~8 |
| 120° | 대서 | 7/22~23 |
| 가을 | | |
| 135° | 입추 | 8/7~8 |
| 150° | 처서 | 8/22~24 |
| 165° | 백로 | 9/7~8 |
| 180° | 추분 | 9/22~23 |
| 195° | 한로 | 10/8~9 |
| 210° | 상강 | 10/23~24 |
| 겨울 | | |
| 225° | 입동 | 11/7~8 |
| 240° | 소설 | 11/22~23 |
| 255° | 대설 | 12/7~8 |
| 270° | 동지 | 12/21~22 |
| 285° | 소한 | 1/5~6 |
| 300° | 대한 | 1/19~21 |

대한(大寒)은 24절기 중 제일 마지막이며, 태양황경이 300도가 될 때이다.
양력으로는 1월 19일 내지 1월 21일에 들고, 음력으로는 12월에 든다.
동양에서는 겨울을 매듭짓는 절후로 보아, 대한의 마지막 날을 절분(節分)이라 하여 계절적으로 연말일(年末日)로 여겼다.
풍속에서는 이 날 밤을 해넘이라 하여, 콩을 방이나 마루에 뿌려 악귀를 쫓고 새해를 맞는 풍습이 있다.

## 기후
- 중화인민공화국의 경우에 겨울 추위는 입동에 시작하여 소한이 다가올수록 추워져 대한에 이르면 최고로 추워진다고 한다.
- 대한민국의 경우 소한이 가장 추운 편이다. "대한이 소한의 집에 놀러갔다가 얼어 죽었다", "춥지 않은 소한 없고 포근하지 않은 대한 없다", "소한에 언 얼음이 대한에 녹는다"는 속담 등이 생긴 것도 소한이 보다 춥다는 사실을 잘 표현한다.

## 입춘
24절기 상으로 대한은 절기의 마지막 단계이며 이는 곧 절기의 최초 시작점인 입춘의 전단계이다.

## 속담
- 대한(大寒) 끝에 양춘(陽春) 있다.

## 기타
- 대한민국 속담 중에 "대한이 소한의 집에 놀러갔다가 얼어 죽었다", "춥지 않은 소한 없고, 포근하지 않은 대한 없다", "소한에 언 얼음이 대한에 녹는다" 등이 있는데, 기상청 자료를 통해, 최근 30년간 기온을 살펴보면, 서울을 기준으로, 소한이 더 추웠던 때는 15번, 대한이 더 추웠던 때도 15번으로 나타났다. 하지만, 앞으로는 기후변화로 대한 추위는 점점 사라질 것으로 보인다. 최근 대한의 기온 상승은 뚜렷하게 나타나고 있다. 21세기 후반에는 겨울이 크게 줄어들면서, 대한 무렵은 기후적으로 봤을 때 초봄에 가까울 것으로 예측됐다.[1]
- 천문학적으로는 춘분, 하지, 추분, 동지 등 4개만 큰 의미가 있을 뿐, 나머지 20개는 특별한 명칭과 의미가 없다. 더 정확하게 말하면, 천문학에서는 춘분점, 하지점, 추분점, 동지점 등 4개만 있고, 나머지 20개에 대응하는 명칭이나 용어가 없다.[2]
- 또한, 춘분, 하지, 추분, 동지 등 4개는 기상현상이 아니라 천문현상으로서, 이들 4개는 기후변화와 관계없다.[3]

## 같이 보기
- 적경 (24절기에 따른 태양의 적경 참고)
  - 춘분, 하지, 추분, 동지 등 4개만 태양의 적경과 황경이 일치하고, 나머지 20개는 일치하지 않음.
- 적위 (24절기에 따른 태양의 적위, 태양의 위치, 낮의 길이 (일출~일몰), 낮의 비율 참고)
  - 춘분 (또는 춘분점) (태양의 적위 0°, 태양의 위치 적도, 하루 24시간 중 낮이 차지하는 비율 약 50%)
  - 하지 (또는 하지점) (태양의 적위 +23.4°, 태양의 위치 북회귀선, 하루 24시간 중 낮이 차지하는 비율 약 60%)
  - 추분 (또는 추분점) (태양의 적위 0°, 태양의 위치 적도, 하루 24시간 중 낮이 차지하는 비율 약 50%)
  - 동지 (또는 동지점) (태양의 적위 -23.4°, 태양의 위치 남회귀선, 하루 24시간 중 낮이 차지하는 비율 약 40%)
- 정월

## 참고 문헌 및 링크
- 한국천문연구원 천문우주지식정보 → 생활천문관 → 월별 천문현상 에서는 춘분, 하지, 추분, 동지 등 4개만 절입시각이 표기돼 있고, 나머지 20개의 절입시각은 표기돼 있지 않다. (이는 한국천문연구원에서 매년 11월쯤에 발행하는 역서, 천문력(벽걸이용, 탁상용)을 통해서도 확인할 수 있다. 그리고 역서, 천문력(벽걸이용, 탁상용)은 구매하여 이용할 수 있다. (무료 아님)) 단, 한국천문연구원 천문우주지식정보 → 생활천문관 → 달력자료(월력요항) → 달력자료 에서는 나머지 20개의 절입시각도 확인할 수 있다.
- 이 문서에는 다음커뮤니케이션(현 카카오)에서 GFDL 또는 CC-SA 라이선스로 배포한 글로벌 세계대백과사전의 내용을 기초로 작성된 글이 포함되어 있습니다.